# Kennan Adeang
Kennan Ranibok Adeang (* 23. Dezember 1942; † 26. Dezember 2011) war ein nauruischer Politiker und Präsident der Republik Nauru vom 17. September bis 1. Oktober 1986, für wenige Tage im Dezember 1986 sowie vom 26. November 1996 bis 19. Dezember 1996. Er war der Vater von David Adeang.
Adeang erhielt seine weiterführende Ausbildung in Sydney an der Australian School of Pacific Administration (ASOPA), welche er 1963 abschloss.
Adeang wurde am 17. September 1986 nach einem Misstrauensvotum gegen Hammer DeRoburt zum Präsidenten gewählt, nach einem erneuten Misstrauensvotum wurde er 14 Tage später vom gleichen Parlament wieder abgesetzt und DeRoburt wieder gewählt. Im folgenden Dezember wiederholte sich das Szenario nochmals: DeRoburt wurde wieder vom Parlament abgewählt und Adeang ein weiteres Mal Präsident. Nur wenige Tage später wurde er erneut abgesetzt und DeRoburt wieder zum Präsidenten gewählt.
Nach dieser vorläufig endgültigen Abwahl gründete Adeang die formale Oppositionspartei Democratic Party of Nauru und konnte mit Hilfe der Parteigenossen im Parlament am 17. August 1989 ein weiteres Misstrauensvotum gegen DeRoburt erzwingen. Kenos Aroi wurde zum neuen Präsidenten gewählt, Adeang wurde Finanzminister. Beide legten jedoch die Ämter vier Monate später nieder, da Aroi an Herzproblemen litt und zurücktrat.
Kennan Adeangs Sohn David Adeang gründete zusammen mit u. a. Kieren Keke eine weitere formale Oppositionspartei, die Naoero Amo-Partei.

## Belege
1. ↑  rulers.org, abgerufen am 28. April 2012

| Personendaten    | Personendaten          |
| ---------------- | ---------------------- |
| NAME             | Adeang, Kennan         |
| ALTERNATIVNAMEN  | Adeang, Kennan Ranibok |
| KURZBESCHREIBUNG | nauruischer Politiker  |
| GEBURTSDATUM     | 23. Dezember 1942      |
| STERBEDATUM      | 26. Dezember 2011      |